# Thomas Dorner
Thomas Dorner (22 luglio 1998) è un ex sciatore alpino austriaco.

## Biografia
Originario di Andelsbuch e attivo in gare FIS dall'agosto del 2014, in Coppa Europa Dorner ha esordito il 14 gennaio 2018 a Kirchberg in Tirol in slalom gigante, senza completare la prova, e ha ottenuto il primo podio il 21 dicembre 2019 a Plan de Corones in slalom parallelo (3º). Ha debuttato in Coppa del Mondo il 2 febbraio 2020 a Garmisch-Partenkirchen in slalom gigante, senza completare la prova; non ha preso parte a rassegne olimpiche o iridate.

## Palmarès

### Coppa del Mondo
- Miglior piazzamento in classifica generale: 145º nel 2022

### Coppa Europa
- Miglior piazzamento in classifica generale: 23º nel 2020
- 2 podi:
  - 2 terzi posti

### Campionati austriaci
- 2 medaglie:
  - 2 argenti (slalom speciale nel 2019; slalom speciale nel 2020)